# Предраг Зимоњић
Предраг Зимоњић (рођен 15. октобар 1970) је бивши југословенски и српски ватерполиста.
Освојио је златну медаљу на Европском првенству у Атини 1991. године. Представљао је репрезентацију СР Југославије на Олимпијским играма у Атланти 1996. године, када је освојено осмо место. Освајач бронзане медаље на Олимпијским играма у Сиднеју 2000. године. Има још сребрну медаљу са Европског првенства у Севиљи 1997. и златну медаљу освојену 2001. у Будимпешти.